# Laccobius femoralis mulsanti
Laccobius femoralis mulsanti é uma subespécie de insetos coleópteros polífagos pertencente à família Hydrophilidae.
A autoridade científica da subespécie é Zaitzev, tendo sido descrita no ano de 1908.
Trata-se de uma subespécie presente no território português.